# Defiance (Ohio)
Defiance város az USA Ohio államában, Defiance megyében, melynek megyeszékhelye is. Lakosainak száma 17 066 fő (2020. április 1.).

## Népesség
A település népességének változása:
| Lakosok száma | 800  | 16 494 | 17 066 |
|               | 1850 | 2010   | 2020   |